# فیلمیشن
فیلمیشن (انگلیسی: Filmation) شرکت رسانه‌ای آمریکایی است، که در سال ۱۹۶۲ توسط نرم پرسکت و لو شایمر تأسیس شد.